# Louis Lincoln Emmerson

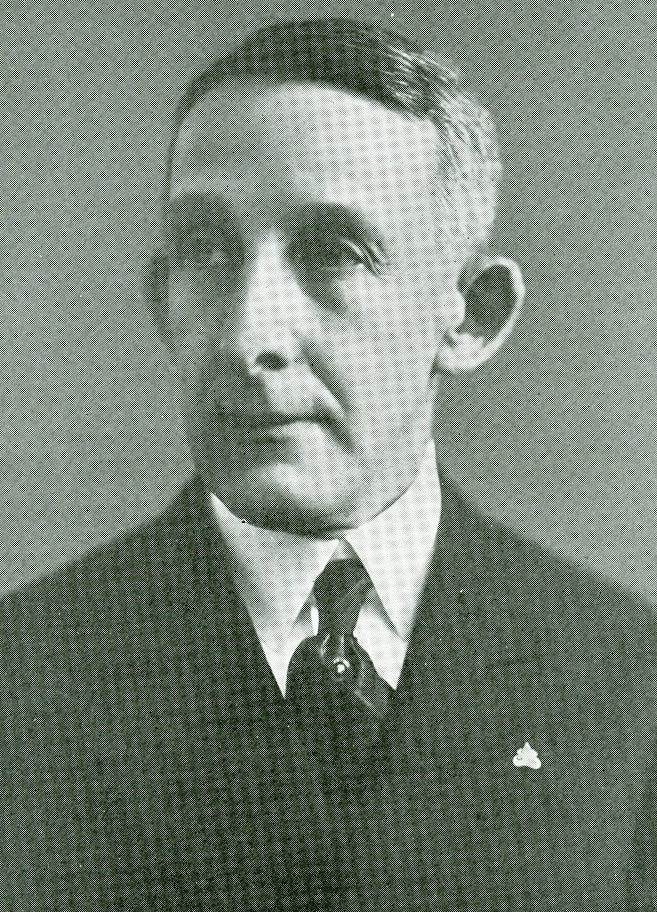
Louis Lincoln Emmerson

Louis Lincoln Emmerson  (* 27. Dezember 1863 in Albion, Illinois; † 4. Februar 1941 in Mount Vernon, Illinois) war ein US-amerikanischer Politiker und von 1929 bis 1933 der 27. Gouverneur des Bundesstaates Illinois.

## Frühe Jahre und politischer Aufstieg
Louis Emmerson besuchte die örtlichen Schulen in Albion. Im Jahr 1883 zog er nach Mount Vernon, wo er in das Handelsgeschäft einstieg. Im Jahr 1901 war er maßgeblich an der Gründung der Third National Bank beteiligt. Im Jahr 1912 bewarb sich Emmerson erfolglos um den Posten des Finanzministers von Illinois. Vier Jahre später wurde er dann als Nachfolger von Lewis Stevenson Secretary of State in der Regierung in Illinois – ein Amt, das er zwölf Jahre lang ausübte. Im Jahr 1928 wurde er von der Republikanischen Partei für das Amt des Gouverneurs nominiert und setzte sich anschließend mit 56,8 Prozent der Stimmen gegen den Demokraten Floyd Thompson durch.

## Gouverneur von Illinois
Emmersons vierjährige Amtszeit begann am 14. Januar 1929. Das Hauptproblem seiner Regierung sollte die Weltwirtschaftskrise werden, die sich als Folge des New Yorker Börsenkrachs vom Oktober 1929 über die gesamte USA und die westliche Welt ausweitete. In seiner Amtszeit konnte die Krise nicht entscheidend bekämpft werden. Erst die New-Deal-Politik der Regierung von Präsident Franklin D. Roosevelt sollte ab 1933 eine Wende einleiten. Das war aber bereits nach Emmersons Ausscheiden aus dem Amt des Gouverneurs. Trotzdem wurden bereits einige erfolgversprechende Maßnahmen eingeleitet. So wurde zum Beispiel die Mineralölsteuer erhöht. Mit den Einnahmen wurde der weitere Ausbau des Straßennetzes vorangetrieben, was gleichzeitig eine Arbeitsbeschaffungsmaßnahme während der Wirtschaftskrise war. Die Strafen für Steuerschuldner wurden herabgesetzt und ein Ausschuss zur Bekämpfung der Arbeitslosigkeit wurde ins Leben berufen. Es gelang Emmerson, Bundeszuschüsse für den im Bau befindlichen Wasserweg zwischen dem Lake Michigan und dem Golf von Mexiko zu erhalten. Auf der anderen Seite musste er wegen der Krise auch Regierungsprogramme und Ausgaben kürzen. In seiner Amtszeit erreichte der Bandenkrieg in Chicago mit dem Massaker am Valentinstag 1929 seinen Höhepunkt. In der Folge wurde die Macht der Gangsterbosse, vor allem die von Al Capone abgebaut. Dieser wurde wegen Steuerhinterziehung angeklagt und zu einer hohen Gefängnisstrafe verurteilt. Er sollte niemals nach Chicago zurückkehren. Allerdings gelang die komplette Zerschlagung des organisierten Verbrechens nicht. Trotzdem ließ zumindest die offene Gewalt auf den Straßen deutlich nach. Im Jahr 1930 war die Einwohnerzahl von Illinois auf 7,6 Millionen gestiegen. Im Jahr 1920 waren es noch 6,5 Millionen gewesen. Im Jahr 1932, auf dem Höhepunkt der Wirtschaftskrise, entschloss sich Emmerson, nicht erneut für das Amt des Gouverneurs zu kandidieren. Daher schied er am 9. Januar 1933 aus seinem Amt aus.

## Weiterer Lebensweg
Nach dem Ende seiner Amtszeit zog er sich aus der Politik zurück und widmete sich seinen privaten Angelegenheiten. Er sah noch, wie sich die Wirtschaft des Staates unter dem Einfluss des New Deal erholte, und wie sich der politische Himmel über Europa und Japan verfinsterte und auf einen Weltkrieg zusteuerte, der in Europa seit 1939 bereits im Gange war. Er erlebte aber nicht mehr die Verwicklung der Vereinigten Staaten in diesen Krieg, weil er im Februar 1941 verstarb. Louis Emmerson war mit Ann Matthews verheiratet. Gemeinsam hatten sie zwei Kinder.